# Dominique Beillan
Dominique Beillan (24 maggio 1955) è un'ex tennista francese.

## Carriera
Nei tornei del Grande Slam ha ottenuto il suo miglior risultato agli Open di Francia raggiungendo le semifinali di doppio misto nel 1977, in coppia con il marocchino Omar Laimina, e nel 1980, in coppia con il connazionale Patrice Dominguez.